# Premio Ryszard Kapuściński de Reportaje Literario
Premio Ryszard Kapuściński de Reportaje Literario (polaco: Nagroda im. Ryszarda Kapuścińskiego za Reportaż Literacki) es uno de los premios polacos internacionales más importantes, la mayor distinción en el género de reportaje literario, otorgado una vez al año en dos categorías: el mejor reportaje literario del año y la mejor traducción del reportaje literario. 
El premio ha sido creado para celebrar y promover las obras de reportaje más importantes: los libros que tratan  los problemas del mundo contemporáneo, que explican la realidad en su complejidad, que profundizan en el conocimiento y comprensión de otras culturas, y así, de uno mismo.
Creado en enero de 2010 por el Concejo Municipal de Varsovia, el premio rinde homenaje a la obra de Ryszard Kapuściński (1932-2007): un reportero y periodista destacado, un ensayista y un poeta, el autor polaco más traducido a otros idiomas extranjeros (junto a Stanisław Lem), ganador del Premio Príncipe de Asturias de Comunicación y Humanidades, nombrado portavoz de los desfavorecidos y traductor de las culturas; amante de África y América Latina. 
El Premio Ryszard Kapuściński está organizado por Varsovia y el diario "Gazeta Wyborcza" bajo el patrocinio honorario de la esposa del escritor, Alicja Kapuścińska.

## Competición principal
Los libros de reportajes literarios publicados en Polonia en polaco, sean en idioma original o su traducción, pueden ser elegidos para la competición.
Los diez nominados son anunciados a principios de marzo, los cinco finalistas (y finalistas en la categoría de traducción) son hechos públicos en la primera semana de abril y los ganadores son revelados en mayo, en la ceremonia de la presentación del premio. 
El autor al mejor reportaje literario obtiene un galardón de 100,000 zlotys (hasta el año 2018: 50,000 zlotys), y el autor de la mejor traducción del reportaje literario: 20,000 zlotys (hasta el año 2018: 15,000 zlotys). 
Desde la edición IV el premio a la traducción literaria se ha independizado del premio al reportaje. 
Desde la edición X los finalistas son premiados de la siguiente manera:
- la categoría de reportaje: con una retribución de 5,000 zlotys;
- la categoría de traducción del reportaje: con una retribución de 2,000 złotys,

además de obtener una reproducción de una foto hecha por Ryszard Kapuściński.

## Jurado
El jurado es rotatorio, consta de cinco miembros e incluye cada año al menos un miembro extranjero o que vive en el extranjero, un miembro que sea reportero en activo y un miembro especialista en traducción.
- Edición I (2010): Małgorzata Szejnert (presidente del jurado), Joanna Bator, Anders Bodegård, Maciej J. Drygas, Iwona Smolka.
- Edición II (2011): Małgorzata Szejnert (presidente del jurado), Anders Bodegård, Maciej J. Drygas, Tomasz Łubieński, Olga Stanisławska.
- Edición III (2012): Małgorzata Szejnert (presidente del jurado), Joanna Bator, Anders Bodegård, Maciej J. Drygas, Piotr Mitzner.
- Edición IV (2013): Małgorzata Szejnert (presidente del jurado), Joanna Bator, Maciej J. Drygas, Iwona Smolka, Maciej Zaremba Bielawski.
- Edición V (2014): Maciej Zaremba Bielawski (presidente del jurado), Piotr Mitzner, Elżbieta Sawicka, Iwona Smolka, Olga Stanisławska.
- Edición VI (2015): Maciej Zaremba Bielawski (presidente del jurado), Piotr Mitzner, Elżbieta Sawicka, Iwona Smolka, Olga Stanisławska.
- Edición VII (2016): Maciej Zaremba Bielawski (presidente del jurado), Ewa van den Bergen-Makała, Piotr Mitzner, Katarzyna Nowak, Lidia Ostałowska.
- Edición VIII (2017): Olga Stanisławska (presidente del jurado), Mariusz Kalinowski, Katarzyna Nowak, Elżbieta Sawicka, Tadeusz Sobolewski.
- Edición IX (2018): Piotr Mitzner (presidente del jurado), Dorota Danielewicz, Magdalena Grochowska, Katarzyna Nowak, Mariusz Kalinowski.
- Edición X (2019): Olga Stanisławska (presidente del jurado), Wiliam R. Brand, Julia Fiedorczuk, Tadeusz Sobolewski, Nina Witoszek.

## Ganadores del Premio

### Por el mejor reportaje literario
- I edición (2010): Jean Hatzfeld, por La estrategia de los antílopes
- II edición (2011): Svetlana Alexiévich, por La guerra no tiene rostro de mujer
- III edición (2012): Liao Yiwu, por El paseante de cadáveres. Retratos de la China profunda
- IV edición (2013): Ed Vulliamy, por Améxica. Guerra en la frontera
- V edición (2014): Elisabeth Åsbrink, por Y en los Bosques de Viena los árboles permanecen
- VI edición (2015): dos premiados:
  - Svetlana Alexiévich, por  El fin del "Homo sovieticus"
  - Michał Olszewski, por Los mejores zapatos del mundo
- VII edición (2016): Paweł Piotr Reszka, por El diablo y la barra de chocolate[8][9][10][11][12][13][11]
- VIII edición (2017): Rana Dasgupta, por Capital. Retrato de Delhi del siglo XXI[14][15][16][17][18][19]
- IX edición (2018): Anna Bikont por Sendlerowa. W ukryciu (Irena Sendler. A escondidas)[20][21][22][23][24][25]
- X edición (2019): Maciej Zaremba Bielawski por el reportaje Dom z dwiema wieżami (Una casa con dos torres)[26][27][28][29][30]
- XI edición (2020): Katarzyna Kobylarczyk, por Strup. Hiszpania rozdrapuje rany (Costra. España hurga en sus heridas)[31][32][33]

### Por la mejor traducción de un reportaje a la lengua polaca
En las primeras ediciones, este premio queda ligado al premio al mejor reportaje: se premia al autor y al traductor de una misma obra.
- I edición (2010): Jacek Giszczak, el traductor de La estrategia de los antílopes del francés
- II edición (2011): Jerzy Czech, el traductor de La guerra no tiene rostro de mujer del ruso
- III edición (2012): Wen Huang, el traductor de El paseante de cadáveres traducido del chino al inglés y Agnieszka Pokojska por la versión polaca hecha de la interpretación inglesa

A partir de la IV edición, el premio de traducción se independiza.
- IV edición (2013): Janusz Ochab, por Améxica. Guerra en la frontera, traducido del inglés
- V edición (2014): Irena Kowadło-Przedmojska, por Y en los Bosques de Viena los árboles permanecen, traducido del sueco
- VI edición (2015): Mariusz Kalinowski, por La parada breve en la ruta a Auschwitz de Göran Rosenberg
- VII edición (2016): no adjudicado
- VIII edición (2017): tres premiados:
  - Barbara Kopeć Umiastowska, por la traducción del inglés de Capital. Retrato de Delhi en el siglo XXI de Rana Dasgupta;
  - Marta Szafrańska-Brandt, por su versión en polaco de El Hambre de Martín Caparrós;
  - Janusz Ochab, por su interpretación en polaco de La guerra ha muerto, ¡viva la guerra! de Ed Vulliamy[34][35][36]
- IX edición (2018): Sergiusz Kowalski, por Ciudad de espinas: Nueve vidas en el campamento de refugiados más grande del mundo de Ben Rawlence, traducido del inglés.[37][38]
- X edición (2019): Mariusz Kalinowski por la traducción de Una casa con dos torres del sueco.[39][40]
- XI edición (2020): tres premiados:[31]
  - Irena Kowadło-Przedmojską, por Dobry wilk. Tragedia w szwedzkim zoo (originalmente, Vargattacken; en español, Ataque del lobo) de Lars Berge;
  - Tomasz Pindel, por Bestia. O ludziach, którzy nikogo nie obchodzą (Los migrantes que no importan) de Óscar Martínez
  - Marek S. Zadura, por Punkt zerowy (Точка нуль, Punto cero) de Artem Chej

## Otros componentes del Premio
Al premio le acompaña una acción educativa para jóvenes que consiste en una serie de actividades y proyectos dedicados para promover el reportaje y la lectura.
La acción educativa incluye:
- una competición de reportaje para estudiantes “Mój Busz po polsku”;[41]
- una competición para universitarios de crítica de traducción “Tłumacze świata” (“Traductores del mundo”);[42]
- una competición para jóvenes de 13-19 años de proyecto social inspirado por el reportaje #ReportażDziała (#ReportajeFunciona);[43]
- una serie anual de talleres de periodismo para alumnos (Laboratorium dziennikarskie);[44]
- una serie de encuentros con los nominados acerca de la técnica y la realidad de ser reportero “Lekcje z mistrzem reportażu”[45]